# Caronita
Caronita es un género de foraminífero planctónico considerado un sinónimo posterior de Sigalitruncana de la subfamilia Globotruncaninae, de la familia Globotruncanidae, de la superfamilia Globotruncanoidea, del suborden Globigerinina y del orden Globigerinida. Su especie tipo era Globorotalia sigali. Su rango cronoestratigráfico abarcaba desde el Turoniense hasta el Coniaciense (Cretácico superior).

## Descripción
Su descripción coincide con la del género Sigalitruncana, ya que Caronita es un sinónimo objetivo posterior.

## Discusión
Caronita debe ser considerado un sinónimo objetivo posterior de Sigalitruncana debido a que el autor asignó a Caronita la misma especie tipo y, por tanto, el nombre Sigalitruncana tiene prioridad. Clasificaciones posteriores incluirían Caronita en la Superfamilia Globigerinoidea.

## Clasificación
Caronita incluía a las siguientes especies:
- Caronita sigali †
- Caronita turona †